# Festividad del Señor de Colquepata
La Festividad del Señor de Santa Cruz de Colquepata, también conocida como la Festividad del Señor de Colquepata, Festividad del Señor de la Santa Cruz o Llamayu Aymara de Colquepalta, es una celebración religiosa que se lleva a cabo anualmente, cada 3 de mayo, en el municipio de Copacabana, provincia de Manco Kapac del departamento de La Paz, Bolivia. En esta festividad se destacan diferentes manifestaciones culturales del país, como la música, la vestimenta y las danzas folclóricas, tales como la llamerada y la kullawada.
En 2021, el Estado Plurinacional de Bolivia emitió la Ley 1367, la cual declaraba esta festividad como patrimonio cultural inmaterial.

## Celebración
Esta festividad reúne a las fraternidades folclóricas de distintas regiones de Bolivia, conocidas también como «bloques», quienes rinden culto al Señor de la Santa Cruz de Colquepata, considerado como un santo milagroso y de gran bendición. La ubicación central de esta celebración es el cerro El Calvario, en donde se encuentra una capilla dedicada a este santo. Los asistentes participan en una procesión en las calles, portando cruces y velas encendidas y usando trajes folclóricos, hasta llegar a la capilla, donde los devotos realizan oraciones y ofrendas como muestra de devoción a este santo.
Para celebrar la Festividad del Señor de Colquepata se realizan diferentes tradiciones previas, como la elección de la Ñusta, Mama T'alla y Tawaqu y la pre-entrada folclórica. La entrada folclórica es considerada como uno de los eventos más importantes del altiplano y se lleva a cabo el día 3 de mayo en Copacabana.

## Reconocimiento y protección
Debido a su importancia cultural y religiosa, el 1 de abril de 2021, el Estado Plurinacional de Bolivia expidió la Ley 1367, la cual declara oficialmente que esta festividad constituye el patrimonio cultural inmaterial de este país. En virtud de esta legislación, el Órgano Ejecutivo de Bolivia estableció que el Ministerio de Culturas, Descolonización y Despatriarcalización, con apoyo del Gobierno Autónomo Departamental de La Paz y del Gobierno Municipal de  Copacabana, estarían encargados de la implementación de políticas que difundan, promuevan y salvaguarden el desarrollo de esta festividad.